# XALBUMx
xALBUMx es el primer álbum de la banda de post hardcore Eatmewhileimhot! lanzado el 27 de julio de 2010.

## Producción y lanzamiento
El álbum se grabó entre finales del año 2010 e inicios del 2011, por los miembros de la banda y el productor Kevin Gates.
El 11 de diciembre de 2009, lanzaron el primer sencillo, xXBURRITOXx. Alrededor del año 2010, la banda lanzó por su MySpace oficial canciones del álbum, como xDESTROYx y Vampiresliveinmybrain (renombrada como xVAMPIRESx). 
xALBUMx se lanzó el 27 de junio de 2010, por Loveway Records, posicionándose en el puesto #46 en el Top Heatseekers. El 7 de septiembre el álbum se lanzó en su versión "deluxe".
El álbum destaca por su simple nombre, por la letra "X", ligada a la tendencia straight edge, también su artwork es solo una imagen oscura, y la duración de las canciones no es mayor a 2 minutos.

## Listado de canciones
1. "xDESTROYx" - 1:53
2. "xSMWHOREx" - 1:30
3. "xPIZZAx" - 1:25
4. "xGRIZZLYx" - 1:51
5. "xBICYCLEx" - 1:43
6. "xVAMPIRESx" - 2:40
7. "xMUSTACHEx" - 1:48
8. "xBURRITOx" - 1:27

## Posicionamiento
| Listas          | Posición |
| --------------- | -------- |
| Top Heatseekers | 46       |

## Músicos
Banda
- Christofer Drew - Voces, teclados, programación, percusión, guitarra rítmica
- Caleb Denison - Guitarra principal, percusión, teclados, coros
- Hayden Kaiser - Guitarra rítmica
- Taylor Macfee - Bajo
- Nathan Elison - Batería, percusión

Producción
- Kevin Gates - Producción, mezcla, ingeniero
- Eatmewhileimhot! - Producción